# Ein Sprung in der Schüssel
Ein Sprung in der Schüssel (Original: Hysterical) ist eine US-amerikanische Horrorkomödie bzw. Horrorfilm-Parodie des Regisseurs Chris Bearde aus dem Jahr 1983.

## Handlung
Cape Hellview, Oregon des Jahres 1882. Während eines heftigen Sturms erwartet der untreue Leuchtturmwärter Captain Howdy ein Segelschiff mit seiner Gattin zurück. Dies führt allerdings zum Streit mit seiner eifersüchtigen Geliebten Venetia, die in grenzenloser Wut den Tod des Captains, sowie durch Sabotage am Leuchtfeuer auch den Tod der Seglerbesatzung verschuldet, um sich in selbstmörderischer Absicht anschließend selbst ins weithin sichtbare Seezeichen zu stürzen. Zuvor übergab die verwirrte Frau ihre Seele dem Leuchtsignal.
100 Jahre später kommt der wohlhabende und erfolgreiche Romanautor Frederic Lansing, Ghostwriter unter dem Pseudonym „Casper Brown“, mit neuer Identität an den kleinen Küstenort, um abseits seiner in Kritikerkreisen verrissenen Bücher Ruhe und Eingebung für ein seriöses, nicht kommerzielles literarisches Werk zu finden. Der frustrierte Schriftsteller lernt alsbald die skurrilen und abergläubischen Bewohner der Kleinstadt kennen, darunter auch Ralph, der den Neuankömmling vor den verdammten Bewohnern der Stadt warnt. Trotz dieser seltsamen Begebenheit reist der Fremde, der ständig Monologe führt, zu seinem Domizil, dem seit Generationen unbewohnten Leuchtturm des verschlafenen Ortes, wo ihn bereits die attraktive Grundstücksmaklerin Kate erwartet. Zwischen den beiden entwickelt sich eine gegenseitige Sympathie.
Caspers Anwesenheit führt aber unglücklicherweise dazu, dass Venetia bzw. ihr böser Geist zu neuem Leben erwacht. Die genervte Geisterscheinung fühlt sich zunächst von einem einheimischen Bootsführer gestört, so dass sie ihren Geliebten Captain Howdy befiehlt von den Toten wiederaufzustehen, um ihr als willenloses Werkzeug zu dienen. Der gigantische Untote soll fortan ihre Rachegelüste befriedigen. Ihr erstes Ziel ist der Touristenführer, dessen Tod sie herbeiwünscht. Der Auftragsmord scheitert jedoch am Unvermögen des lebenden Toten. Der leblose Körper Howdys wird irgendwann gefunden und von zwei Wissenschaftlern inspiziert. Die Stadtväter erbitten professionelle Hilfe und engagieren den unfähigen Abenteurer und Okkultismus-Experten Prof. Dr. Paul Batton nebst furchtlosem Gehilfen Fritz.
Derweil fühlt sich der Geist Venetias wieder erholt und stark. Wenig später ruft sie den totgeglaubten Howdy, der in ihrem Namen alle Bewohner der Stadt töten soll. Dieser begeht im Namen seiner Ex-Geliebten Gräueltaten und dezimiert die Anzahl der Lebenden, die ihrerseits als Untote wiederkehren, obwohl diese trotz ihrer äußeren Erscheinung nicht als solche wahrgenommen werden. Inzwischen kommen sich Kate und Casper näher, doch ihre Liebe wird jäh unterbrochen, als Venetia Casper für sich beansprucht, ihn nach und nach verflucht und in einer sonderbaren Art in Besitz nimmt. Der besessene Schriftsteller vermutet folgerichtig alsbald Veränderungen, die er sich aber nicht erklären kann. Er wendet sich daher hilfesuchend an Prof. Batton nebst Assistenten. Die Recherchen der beiden durchgeknallten Experten ergeben schließlich, dass Captain Howdy sowie eine Vielzahl der Einheimischen Untote sind, die man anhand mehrere Merkmale identifizieren kann. Die Geschehnisse stehen in unmittelbarem Zusammenhang mit dem Leuchtturm, in dem sich der Autor einquartiert hat.
Zeitgleich ahnt der ortsbekannte Sonderling Ralph, dass Frederic von einem grausamen Fluch befallen ist, den lediglich Kate mit ihrer Liebe aufheben kann. Währenddessen plant Venetia den nichtsahnenden Casper zur nächtlichen Stunde zu ihrem neuen Geliebten zu machen. Dies verhindern allerdings die Okkultismus-Experten gemeinsam mit Kate, indem sie am Ende des Films einen Exorzismus erfolgreich durchführen. Anschließend wird mit Hilfe von Ralph Venetia in einer gewaltigen Explosion endgültig aufgehalten. Zuvor wurde schon Captain Howdy unschädlich gemacht.
In der letzten Szene des Films treiben Dr. Paul Batton, Fritz, Kate und Frederic auf einem Sofa im Meer, als plötzlich wie aus dem Nichts Ralph im Beisein von Captain Howdy und Venetia erscheinen und ein Happy End einfordern. Frederic offenbart Kate seinen richtigen Namen, die beiden finden zusammen und küssen sich.

## Hintergrund
Die Hauptrollen sind besetzt mit den The Hudson Brothers, einer Band von drei Brüdern, die es in den Vereinigten Staaten besonders in den 1970er-Jahren zu beachtlicher Popularität brachten.

## Synchronisation
| Rolle                   | Darsteller       | Synchronstimme    |
| ----------------------- | ---------------- | ----------------- |
| Frederic Lansing/Caspar | Bill Hudson      | Frank Glaubrecht  |
| Dr. Paul Batton         | Mark Hudson      | Norbert Langer    |
| Fritz                   | Brett Hudson     | Andreas Mannkopff |
| Kate                    | Cindy Pickett    | Evelyn Maron      |
| Captain Howdy           | Richard Kiel     | Arnold Marquis    |
| Venetia                 | Julie Newmar     | ?                 |
| Ralph                   | Robert Donner    | Manfred Grote     |
| Bürgermeister           | Murray Hamilton  | Hans Nitschke     |
| Sheriff                 | Clint Walker     | Manfred Lehmann   |
| Bibliothekar Leroy      | Franklyn Ajaye   | Ronald Nitschke   |
| Dracula                 | Charlie Callas   | Rainer Brandt     |
| Bob X. Cursion          | John Larroquette | Claus Jurichs     |
| Dr. John                | Bud Cort         | Horst Gentzen     |
| Deutscher Erzähler      |                  | Horst Schön       |

- Die deutsche Synchronisation wurde von der Synchronfirma Rainer Brandt Filmproduktions GmbH umgesetzt. Dialogbuch und Dialogregie hatte Rainer Brandt.[1]

## Kritiken
Das Lexikon des internationalen Films schrieb, der Film sei eine „Horrorfilmparodie mit einigen gelungenen Einfällen.“ Die zahlreichen Filmzitate würden „für Abwechslung“ sorgen, trügen allerdings auch zum „heillosen Durcheinander“ bei.